# Vyžice
Vyžice település Csehországban, a Chrudimi járásban. Vyžice Míčov-Sušice, Hošťalovice, Kostelec u Heřmanova Městce és Načešice településekkel határos. Lakosainak száma 243 fő (2024. január 1.).

## Népesség
A település lakosságának változását az alábbi diagram mutatja:
| Lakosok száma | 317  | 351  | 403  | 265  | 206  | 174  | 194  | 192  | 216  | 243  |
|               | 1869 | 1900 | 1921 | 1961 | 1980 | 2011 | 2016 | 2019 | 2021 | 2024 |